# Româno-Americană Boekarest
Româno-Americană Boekarest was een Roemeense voetbalclub uit de hoofdstad Boekarest. De club werd landskampioen in 1915. 

## Geschiedenis
De club werd in 1914 opgericht door Amerikaanse spelers van United AC Ploiești. Een aantal spelers verliet het land omwille van de Eerste Wereldoorlog, de overgebleven spelers stichtten een nieuwe club in de hoofdstad. De club nam deel aan het kampioenschap en werd landskampioen met één punt voorsprong op Colentina Boekarest. In 1915 nam de club deel aan de Harwester Cupa  en won deze met één punt voorsprong op Prahova Ploiești (de nieuwe naam van United). De club nam niet meer deel aan het kampioenschap dat jaar. Na de Eerste Wereldoorlog werd de club ontbonden.

## Erelijst
Landskampioen
1915